# Andreas Armin d’Orfey
Andreas Armin d’Orfey (* 5. Mai 1961 in Rüsselsheim am Main) ist ein deutscher Künstler, der vor allem als Illustrator sowie im Bereich christlicher Sakralkunst tätig ist.

## Leben

### Herkunft und Ausbildung
Andreas Armin d’Orfey wuchs als einziges Kind von Maria Christina, geb. Neumann aus Dalberg, und Clemens d’Orfey in Mutterschied im Hunsrück auf.
Nach der Schulzeit erlernte er das Handwerk des Schriftsetzers im Handsatz in der Verlagsdruckerei Fedor Böhmer in Simmern (Hunsrück). 1983 begann er mit dem Studium Graphik Design an der Fachhochschule Trier mit den Schwerpunkten manuelle Schriftgestaltung und Design-Buch-Illustration. Nebenbei studierte er an der Universität Trier Kunstgeschichte und betrieb theologische Studien. Sein Diplom machte er 1990 in der Buchgestaltung zum Thema Carmina burana. 1991 wurden die Blätter zur Carmina burana im Klingspor-Museum in Offenbach am Main für internationale Buch- und Schriftkunst ausgestellt.
Im Frühjahr 1992 gründete er mit Ingeborg E. Müller die Künstlergruppe Kalligraphie-Alpin.

### Berufliche Tätigkeit
Von 1991 bis 1996 war er freiberuflicher Mitarbeiter in der Redaktion der Bunte und arbeitete gelegentlich für die Zeitung der Katholischen Jugend-Zentrale Simmern voran.
1993 wurde er als Dozent an die Blocherer Schule in München berufen. Bis 2011 unterrichtete er in den Fachbereichen Grafik-Design und Innenarchitektur, dazu kamen gelegentlich kleine Lehraufträge an den Fachhochschulen Stuttgart (1998) und Trier (2011).

## Künstlerisches Werk
Seine Arbeiten umfassen Buchgestaltung, Typographie, Kalligraphie, Illustration, Dekorationsmalerei, Bildhauerei, Paramentik, Glasmalerei und Mosaikkunst mit einem Schwerpunkt auf Sakralkunst im weitesten Sinne.
Die Gesamtzahl seiner Arbeiten umfasst bislang mehr als 1000 Objekte, darunter rund 80 Glasfenster.
In den 1990er-Jahren arbeitete er als Illustrator für verschiedene Zeitschriften und Magazine, unter anderem für Printmedien des Burda Verlags, der Bauer Media Group (Playboy, Bravo, Cosmopolitan) und Gruner & Jahr Hamburg; in der Beilage Quix des Magazins Eltern for family erschien regelmäßig die Rätselratte Charly. Außerdem illustrierte er zahlreiche Bücher unterschiedlicher Verlage.
Andreas d´Orfey schuf den Schriftzug für die Modefirma Betty Barclay, seit 2001 das Markenzeichen der Firma.

### Kunst für den sakralen Raum
Glasmalerei
In der Glasmalerei von Andreas d’Orfey spannt sich ein Bogen von der Porträtgenauigkeit über die Typisierung bis hin zur figürlichen Abstraktion. Von der traditionellen Malerei in Schwarzlot reicht die Palette über den Einsatz von Fusing bis hin zur Übertragung des Entwurfs durch zeitgemäße Drucktechniken. Werke wie der Fensterzyklus Christus in der Begegnung mit Menschen finden sich in Neu-Ulm, andere in der Ordenszentrale des Praemonstatenser-Ordens in Rom oder im Besitz der St.-Lukasstiftung in Bad Wörishofen.
In Merkendorf (Mittelfranken) ergänzte er 2010 die im Krieg zerstörten Glasmalereien von Alfons Abel.
Paramentik
Seit 2010 entwirft er Messgewänder, Stolen, Dalmatiken und andere liturgische Kleidung sowie Fahnen und Velen für spezialisierte Kunstwerkstätten in Bozen, Linz, Köln und Wallhausen.
Sonstiges
Gemeinsam mit der Orgelbauwerkstatt Siegfried Schmid in Knottenried (Allgäu) realisierte er die neue Orgel der Kirchengemeinde St. Elisabeth in Augsburg-Lechhausen. In den Jahren 2009 bis 2010 entstanden Entwürfe für eine neue Kirchenorgel im Robert-Schumann-Haus in Trier.
D’Orfey hat eine Bretterlkrippe mit lebensgroßen Figuren erstellt, die seit 2011 an wechselnden Orten gezeigt wird, unter anderem beim Kölner Krippenweg und im Klüsserather Krippenmuseum Domus praesepiorum an der Mosel.
Zahlreiche Krippenhintergründe und Krippenaufbauten stammen aus seiner 2006 gegründeten Obersendlinger Krippenwerkstatt.

## Auszeichnung
- 2007 St. Lukaspreis der Stadt Mindelheim und des Landkreises Unterallgäu[3]

## Arbeiten (Auswahl)
Arbeiten d'Orfeys wurden auf zahlreichen Gruppenausstellungen für Schriftkunst, Buchkunst und sakrale Kunst gezeigt.
- 1988:–9999 Abteikirche St. Matthias in Trier, Rekonstruktion des romanischen Portals
- 1989:–9999 St. Matthias, Trier, Sonnenuhr am Südquerhaus
- 1995:–9999 Bühnenbild „Der Mond“ für die Carl-Orff-Festspiele in Kloster Andechs
- 1996:–9999 Kunstinstallation „Ikarus“ zum 100sten Todestag von Otto Lilienthal in der Orangerie im  Englischen Garten in München
- 1999–2000: Fensterzyklus „Christus in der Begegnung mit Menschen“ für die Michaelskapelle in Neu-Ulm
- 2000:–9999 Fahnengestaltung für den Pavillon der Vatikanstadt  auf der Expo 2000 in Hannover
- 2004–2008: Gestaltung und farbliche Fassung einer Orgel der römisch-katholischen Kirchengemeinde St. Elisabeth in Augsburg
- 2007:–9999 Dreikönigsfenster für die St.-Lukasstiftung Bad Wörishofen
- 2009:–9999 Umgestaltung des Kreuzganges und Fensterzyklus mit Ordensheiligen in der Ordenszentrale des Praemonstatenser-Ordens in Rom

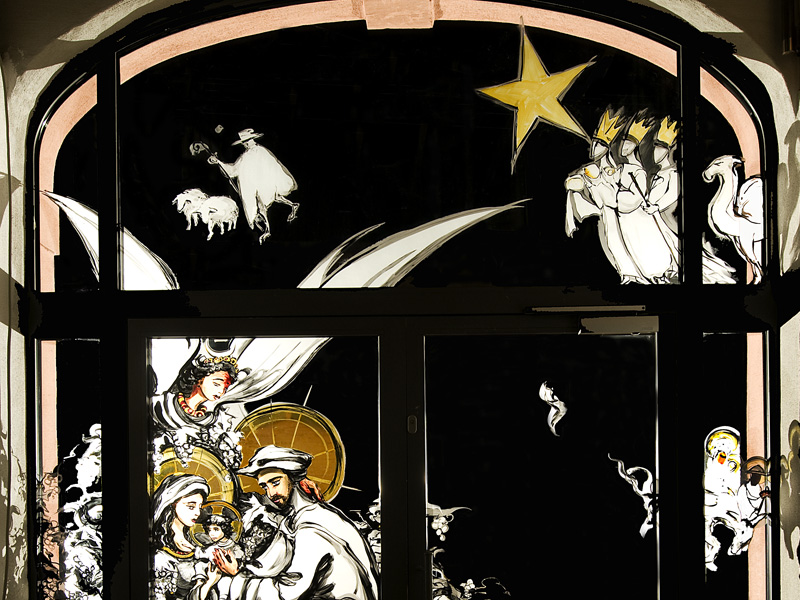
Eingang zum Klüsserather Krippenmuseum, Glasmalerei

- 2009:–9999 Eingangstor des Klüsserather Krippenmuseums „Domus praesepiorum“
- 2011–2013: Bretterlkrippe mit lebensgroßen Figuren
- Seit 2011:–9Entwürfe und Kalligraphische Arbeiten für Paramenten-Werkstätten in Linz (Donau), Köln und Wallhausen (Nahe)
- 2012:–9999 Großformatiges Städtebild „Duderstadt“ auf Glas
- 2013:–9999 Majestas Domini, Papst Johannes Paul II. und Mutter Teresa von Kalkutta als Lebensgroße Floatglasmalerei für den Vatikan

## Aufsätze
- Zeit der Bilder–Zeit der Zeichen. In: Illustration 63. Zeitschrift für die Buchillustration. 32. Jahrgang 1995, Heft 3 (November).
- Der Mühlenstreit von Mutterschied: ein Beitrag zur Hunsrücker Mühlengeschichte nach 1803. In: Rhein-Hunsrück-Kalender, 66. Jahrgang 2010, S. 86–91.
- mit Johann H. Schuller (Hrsg.): psalmen, suren, aphorismen. Katholischen Erwachsenenbildung der Diözese Speyer & Evangelischen Erwachsenenbildung der Pfalz, Speyer 1995; Texte von Manfred Oeming, Marin Buber, Franz Rosenzweig, Stefan Egold, Reiner Kunze und Andreas Armin d’Orfey